# Giuseppe Jona
Giuseppe Jona (geboren 28. Oktober 1866 in Venedig; gestorben 17. September 1943 ebenda) war ein venezianischer Arzt und von 1940 bis zu seinem Freitod Vorsteher der jüdischen Gemeinde Venedigs.

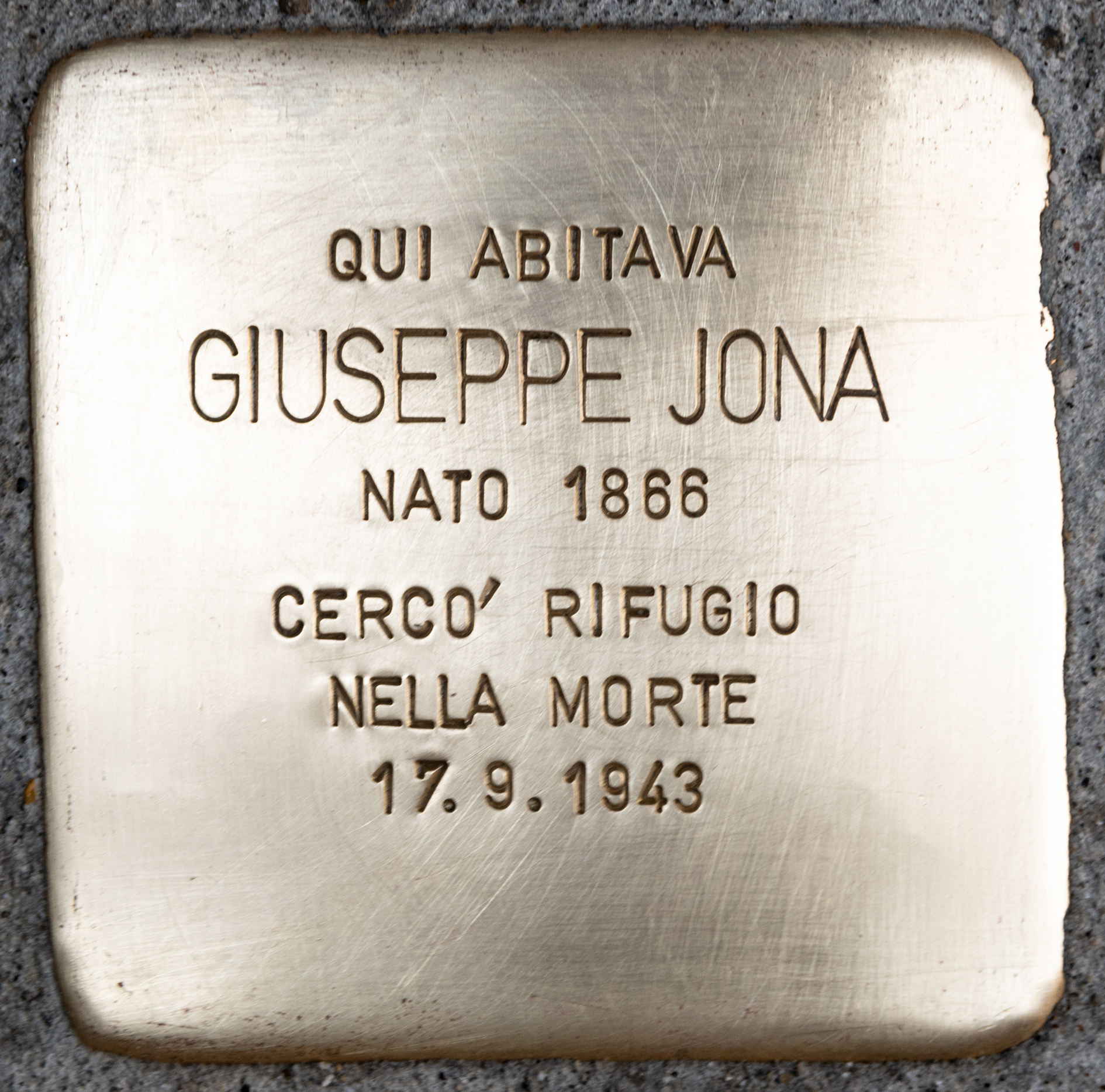
Stolperstein für Jona: ‚Hier wohnte Giuseppe Jona … er suchte Zuflucht im Tod‘

## Leben
Jona entstammte einer jüdischen Familie. Er besuchte das Liceo Foscarini, wo er den österreichischen Mathematiker Aureliano Faifofer (1843–1909) und den Philosophen Giorgio Politeo kennenlernte. 1892 beendete Jona sein Studium der Medizin an der Universität Padua, um zunächst als Assistent in der Pathologie, dann ab 1896 im Ospedale Civile in Venedig zu arbeiten (den Eingang bildet heute die einstige Scuola Grande di San Marco). Ab 1906 konzentrierte er sich auf die innere Medizin und leitete die bakteriologische Abteilung, arbeitete aber auch als freier Dozent im Bereich der Pathologie. Er stieg zum Leiter des Hauses auf. Im Ersten Weltkrieg beriet er Militärkrankenhäuser, arbeitete führend für das Rote Kreuz. 1934 trug er finanziell erheblich zu einem neuen Anbau im Hause bei, der seit 1945 seinen Namen trägt. Nach der Restaurierung in den Jahren 2010 bis 2014 wurde dort ein Gedenkstein errichtet.

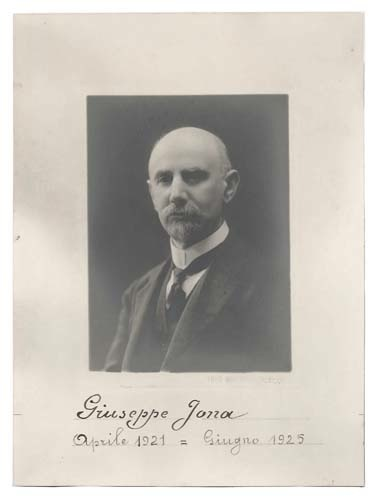
Giuseppe Jona, fotografiert zwischen 1921 und 1929

Zwischen dem 10. April 1921 und 1925 war er Präsident des Ateneo Veneto, nachdem er dort bereits am 27. Mai 1901 socio geworden war. Von 1933 bis 1938 war er socio des Istituto Veneto di Scienze, Lettere ed Arti. Als Ateneo-Veneto-Präsident war er Nachfolger Davide Giordanos, der zum Bürgermeister ernannt wurde.
Im Ateneo Veneto, der Zeitschrift des gleichnamigen Instituts, erschienen aus seiner Feder Il problema ospedaliero e il nuovo programma del comune (1918–19), La Veneta Società di Medicina (1789-1810) (1934) oder Venezia medica del Settecento (1938). Im Oktober 1938 musste Jona sein Amt niederlegen und das Ateneo verlassen, da die italienischen Rassengesetze allen Juden derlei Betätigungen untersagten. Damit verlor das Institut 15 % seiner Mitglieder. 
Am 16. Juni 1940, kurz nach dem Kriegseintritt Italiens, wurde er zum Präsidenten der jüdischen Gemeinde erhoben, der Comunità Israelitica di Venezia. Jona war in der Gemeinde schon 1932 bis 1934 als Berater tätig gewesen. Als die Nationalsozialisten nach dem Waffenstillstand Italiens am 8. September 1943 Venedig besetzten, verlangten sie von Jona eine Liste der Gemeindemitglieder. Er sagte sie für den nächsten Tag zu, warnte aber die Gemeinde, beseitigte alle Unterlagen, aus denen Namen und Adressen ersichtlich waren, und nahm sich das Leben. Dennoch wurden die meisten noch in Venedig lebenden Juden nach Auschwitz deportiert und dort ermordet. Nur acht von ihnen überlebten.
Vier Wochen nach Kriegsende, am 3. Juni 1945, wurde Jona im Saal des Ateneo Veneto rehabilitiert.

## Publikationen (Auswahl)
- Problemi culturali a Venezia, in: L’Ateneo Veneto, XLVII (1924) 5–32.
- La veneta società di medicina (1789-1810), in: Giornale veneto di scienze mediche 6 (1934) 561–583.